# Milo V
Västra militärområdet (w skrócie: Milo V) - jeden ze szwedzkich okręgów wojskowych. Istniał w latach 1942–1993, obejmował zachodnią część kraju.
Jego siedzibą było miasto Skövde.